# Mémoire du monde
Cet article concerne le programme de l'Unesco. Pour les éléments inscrits, voir Registre international Mémoire du monde.

Logo du programme.

« Mémoire du monde » est un programme créé en 1992, sous l'égide de l'Organisation des Nations unies pour l'éducation, la science et la culture (UNESCO), visant à sensibiliser la communauté internationale à la richesse du patrimoine documentaire, à la nécessité d’assurer sa conservation pour les générations futures et à le rendre accessible à un large public.

## Objet
Le patrimoine documentaire déposé dans les bibliothèques et les archives représente un volet essentiel de la mémoire collective ; il reflète la diversité des langues, des peuples et des cultures. Mais cette mémoire est fragile et une partie de ce patrimoine disparaît régulièrement par accident ou vieillissement des supports.
Reconnaissant qu'une action urgente est requise pour lutter contre la disparition de vastes parties de la mémoire documentaire mondiale, l'UNESCO a lancé le programme « Mémoire du monde » destiné à sauvegarder et à promouvoir ce patrimoine, « afin d'éviter l'amnésie collective et de promouvoir la conservation des collections d'archives et de bibliothèque partout dans le monde et d'en assurer la plus large diffusion ».
L'idée qui a prévalu lors de la mise en œuvre du programme « Mémoire du monde » est l'affirmation solennelle que le patrimoine documentaire du monde appartient à tous et qu'il est nécessaire de favoriser sa préservation et son accessibilité. Il convient, dans un premier temps, d'identifier les éléments documentaires d'intérêt universel, de sensibiliser à l'importance de ce patrimoine, puis d'en faciliter la conservation et l'accès pour le bénéfice des populations humaines actuelles et futures. Les moyens mis en œuvre par l'Unesco pour y parvenir sont divers : ils vont de l'aide-conseil pour la conservation des collections aux encouragements à la numérisation et à la publication.
Quatre objectifs ont été définis :
- identifier le patrimoine documentaire ;
- conserver et assurer la préservation du patrimoine documentaire d’intérêt universel et encourager celui d’intérêt national et régional ;
- le rendre accessible au plus grand nombre, en faisant appel aux technologies les plus appropriées ;
- faire prendre davantage conscience aux États membres de l'Unesco de leur patrimoine documentaire et, en particulier, de ceux de ses aspects qui ont un intérêt du point de vue de la mémoire collective mondiale.

## Fonctionnement
Un comité consultatif international (CCI), dont les membres sont désignés par le directeur général de l’Unesco, guide la conception et la mise en œuvre du programme dans son ensemble et formule des recommandations concernant la mobilisation des fonds, l’attribution des crédits et l’octroi du label « Mémoire du Monde » aux projets retenus.
La promotion des collections documentaires sélectionnées est assurée, entre autres, par la publication du registre « Mémoire du monde ». Le programme s’est en effet doté d’un registre mondial, liste des éléments du patrimoine documentaire identifiés par le Comité Consultatif International et approuvés par le directeur général de l’UNESCO. Cette liste est en quelque sorte la « petite sœur » de la prestigieuse liste du patrimoine mondial culturel et naturel de l'UNESCO.[réf. souhaitée]
L’UNESCO lance chaque année un nouvel appel à propositions d’inscription au registre, et les candidatures sont examinées par le comité consultatif international, qui se réunit tous les deux ans.

## Histoire
Le programme a été créé en 1992 par l'UNESCO. En 1993, un premier comité consultatif international (CCI) se réunit à Pułtusk (Pologne), qui entérine un plan d’action. Les premiers classements sont établis en 1997, au travers du registre international « Mémoire du monde ».

## Le registre international Mémoire du monde de l'UNESCO
Le registre international « Mémoire du monde » est la liste de toutes les collections du patrimoine documentaire qui ont été identifiées par le comité consultatif international lors de ses réunions à Tachkent (septembre 1997), Vienne (juin 1999), Cheongju (juin 2001), Gdańsk (août 2003), Lijiang (juin 2005), Pretoria (juin 2007), Bridgetown (juillet 2009), Manchester (mai 2011), Gwangju (juin 2013), Abu Dhabi (octobre 2015) et Paris (octobre 2017), et approuvées par le directeur général de l'UNESCO comme répondant aux critères de sélection d'intérêt universel.
Il comprend, en décembre 2018, 432 éléments du patrimoine documentaire. En avril 2025, ce sont 570 éléments répartis entre 133 pays et quelques organisations internationales[réf. nécessaire].

## Débats et controverses
En 2013, l'UNESCO a annoncé que la collection « La vie et les œuvres d'Ernesto Che Guevara » était inscrite au registre « Mémoire du monde ». 
En 2014, la proposition d'inscription au registre par le Japon de lettres d'adieu de pilotes kamikazes suscite un tollé en Chine, qui demande en retour l'inscription de documents relatifs au massacre de Nankin. Si la proposition chinoise est validée en 2015, ce n'est pas le cas de la proposition japonaise, ce qui provoque un fort mécontentement au pays du Soleil Levant.